# Diplazium pulicosum
Diplazium pulicosum är en majbräkenväxtart som först beskrevs av William Jackson Hooker och som fick sitt nu gällande namn av Thomas Moore.
Diplazium pulicosum ingår i släktet Diplazium och familjen Athyriaceae. Inga underarter finns listade i Catalogue of Life.